# Kees de Bever

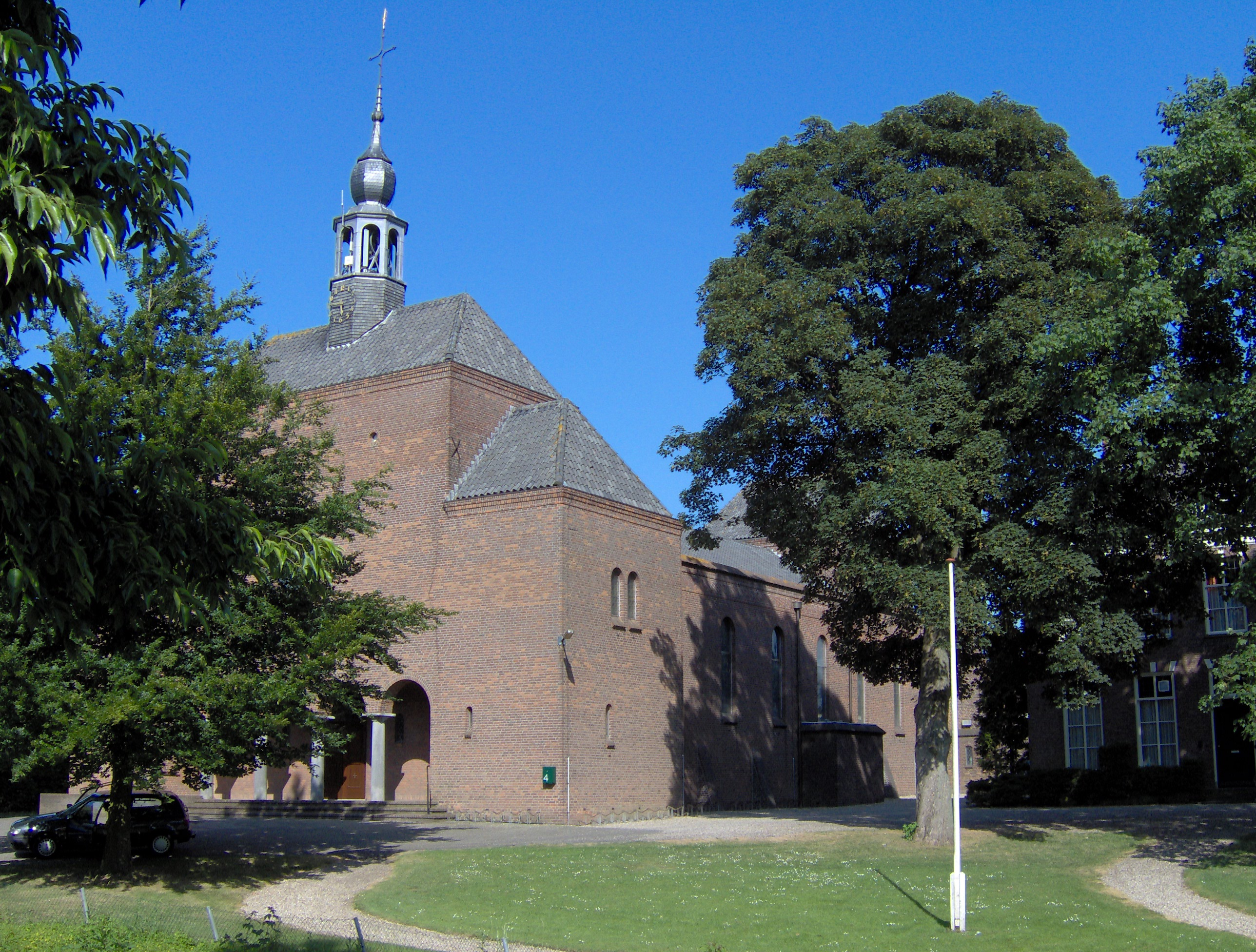
Sint-Willibrorduskerk te Hedel (1949)

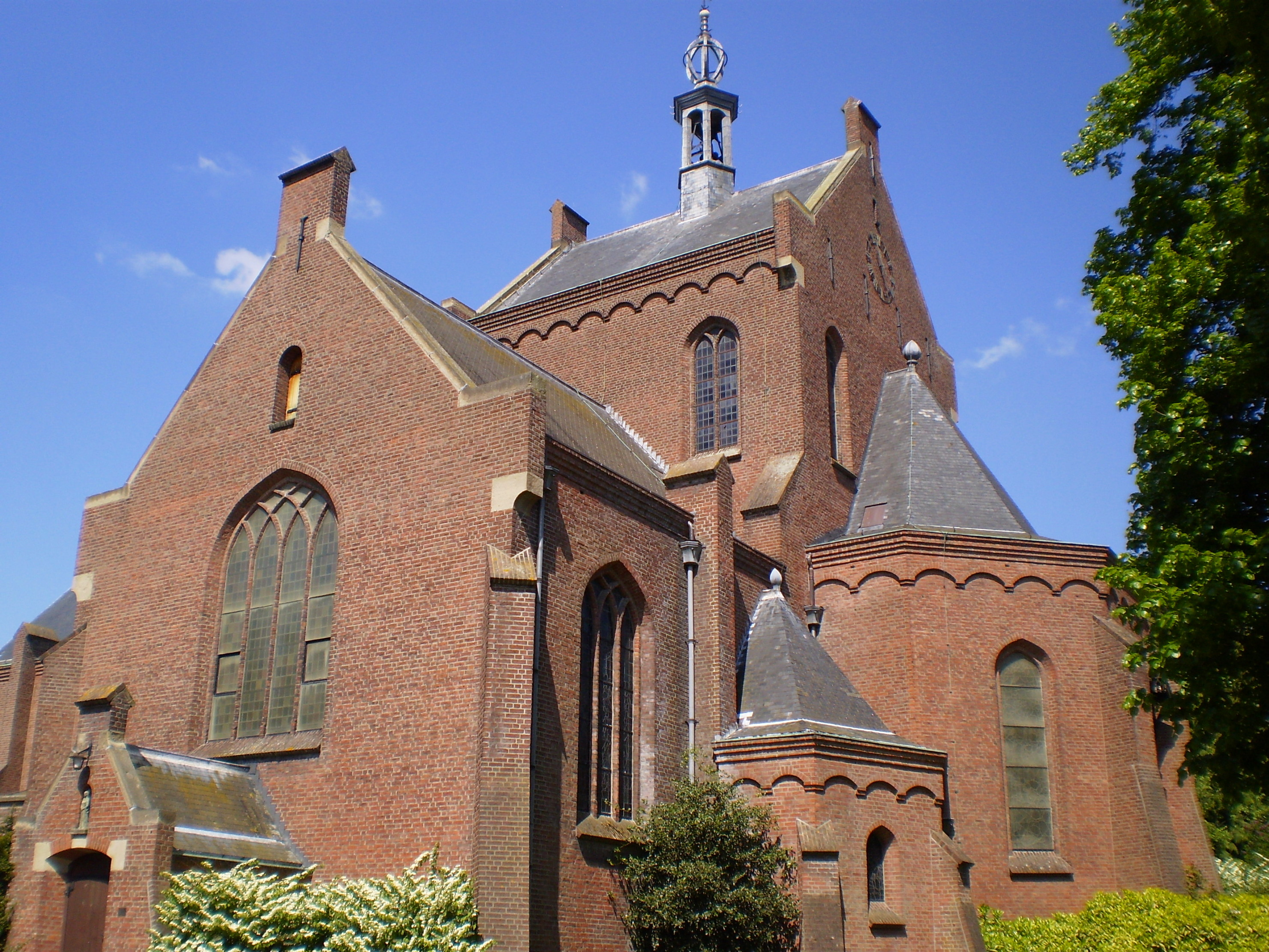
De Kerk van Maria Boodschap te Goirle (1939)

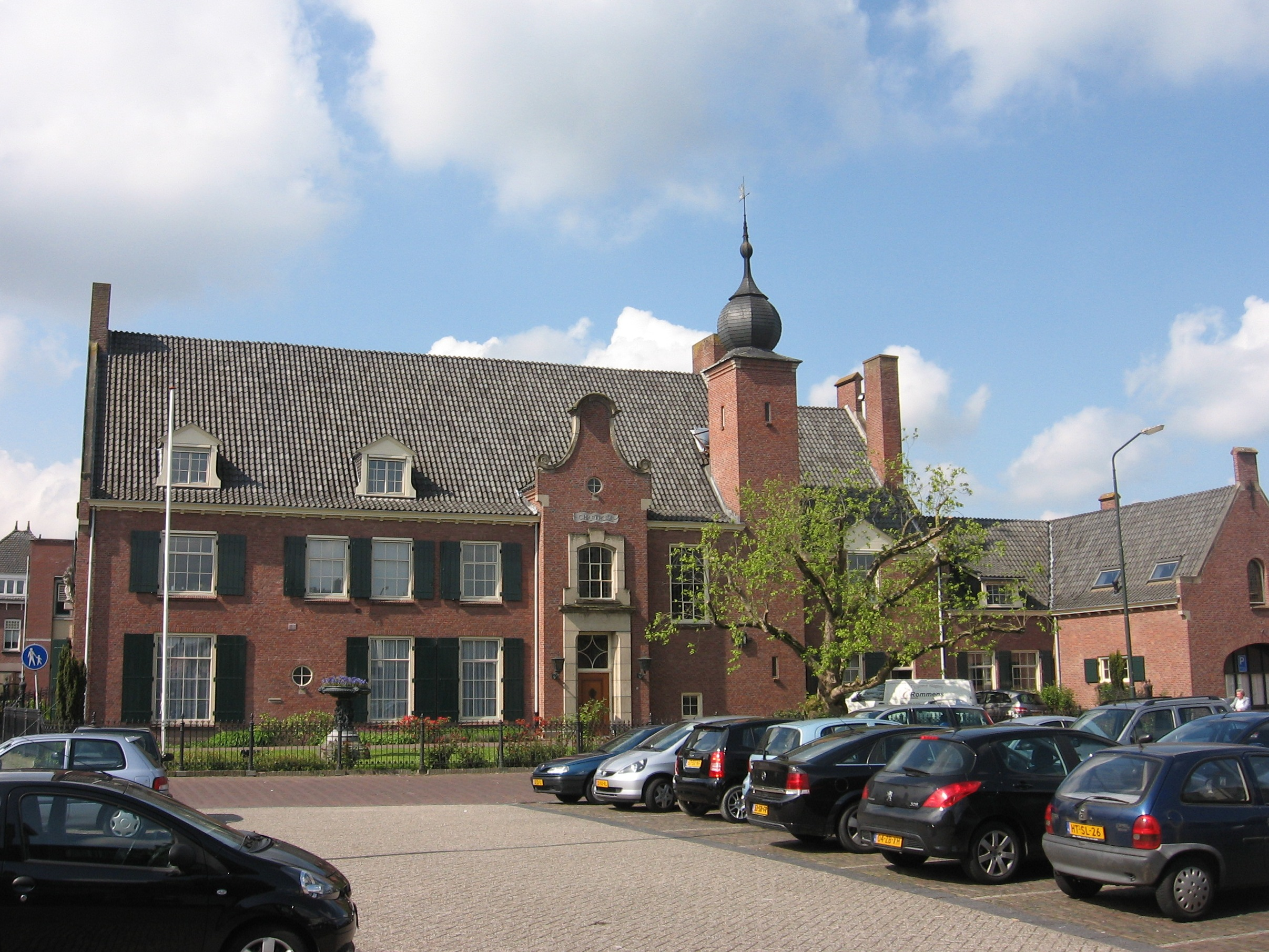
Villa Chartroise in Raamsdonksveer (1941)

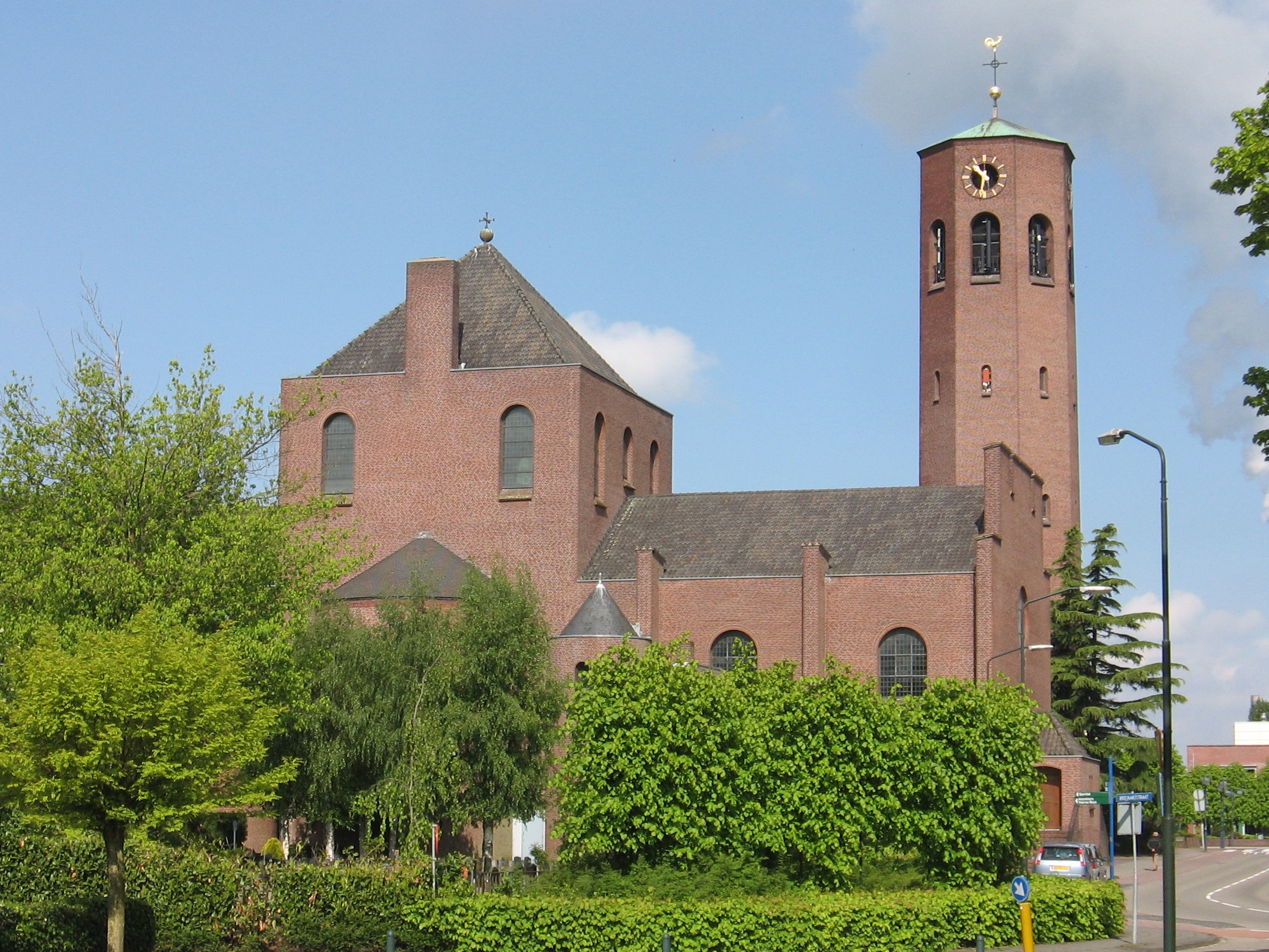
De Onze Lieve Vrouw Hemelvaartskerk in Raamsdonksveer (1957)

Cornelis Hubertus (Cees) de Bever (Vught, 26 maart 1897 - Eindhoven, 9 januari 1965), waarnaar doorgaans als C.H. de Bever wordt gerefereerd, was een Nederlandse architect die gerekend wordt tot de Delftse School.

## Levensloop
De Bever was de zoon van een timmerman en werd opgeleid aan de Koninklijke School te 's-Hertogenbosch. Aanvankelijk werkte hij op het architectenbureau van W.G. Welsing te Arnhem en 's-Gravenhage. Vanaf 1921 werkte hij bij het architectenbureau van Louis Kooken, trouwde met diens dochter, en vanaf 1933 ging het bureau Kooken en De Bever heten. Na de dood van Kooken in 1940 heette het architectenbureau "De Bever".
Zijn eerste werken waren sterk beïnvloed door De Stijl, terwijl hij later de denkbeelden van de Delftse School tot uitvoering bracht. Deze katholieke architect bediende zich in zijn werk van vele traditionalistische elementen. In zijn laatste werken kan men ook elementen uit de Bossche School terugvinden.
Hij ontwierp tal van bouwwerken, waaronder vele kerken. Zijn belangrijkste werk dateert uit de jaren 30 van de 20e eeuw en uit de Wederopbouwperiode. 
Enkele van zijn werken zijn op de lijst van monumenten uit de Wederopbouwperiode terechtgekomen.
Na zijn dood werd het architectenbureau overgenomen door zijn zoons Leo de Bever en Loed de Bever. Het bestaat nog steeds en is nu in handen van kleinzoon Stefan de Bever.

## Werken
- Winkelpand Kleine Berg 45 te Eindhoven, rijksmonument, uit 1932
- Drukkerij "Hermes" te Eindhoven, uit 1935
- Sint-Jozefkerk te Kaatsheuvel, aan het Wilhelminaplein 2 te Kaatsheuvel, uit 1938
- Sint-Dionysiuskerk of Goirkese kerk te Tilburg, rijksmonument, uit 1835, werd door C.H. de Bever vergroot in 1938
- Kerk van Maria Boodschap te Goirle, uit 1939
- Villa Chartroise te Raamsdonksveer, uit 1941
- Watertoren te Zevenbergen, uit 1947
- Restauratie van de Sint-Catharinakerk te Eindhoven, nadat deze kerk oorlogsschade had opgelopen.
- Sint-Willibrorduskerk te Hedel, uit 1949
- Clarissenklooster Eindhoven, uit 1950
- Sint-Antonius Abtkerk te Maashees, uit 1951
- Lidwinakerk te Tilburg, uit 1952, gesloopt in 2005
- Kantoor van het Waterschap De Dommel te Boxtel, uit 1953
- Sanatorium "De Klokkenberg" te Breda, samen met Kees van Moorsel, uit 1953
- Don Boscokerk (Eindhoven), gemeentelijk monument uit 1953
- PNEM-gebouw aan het Willemsplein 2 te 's-Hertogenbosch, uit 1955, in 1980 uitgebreid door architect De Bever jr.
- Franciscanessenklooster te Someren, uit 1956
- Onze Lieve Vrouw Hemelvaartskerk te Raamsdonksveer, uit 1957
- Pauluslyceum, schoolgebouw in Tilburg, gemeentelijk monument uit 1960